# Ким Со Хи (тхэквондистка, 1994)
Ким Со Хи (кор. 김소희; род. 29 января 1994, Чечхон, Республика Корея) — южнокорейская тхэквондистка. Олимпийская чемпионка 2016 года, двукратная чемпионка мира, чемпионка Азиатских игр.

## Спортивная карьера
Первый успех к Ким Со Хи на международной арене пришёл в 2011 году, когда в корейском Кёнджу, ещё будучи ученицей старших классов школы, несмотря на травму безымянного пальца левой руки, полученную в раунде 1/8 финала, она стала чемпионкой мира по тхэквондо в весе до 46 кг. Два года спустя в мексиканской Пуэбле спортсменка отстояла свой чемпионский титул, одолев в финальной схватке чемпионата россиянку Анастасию Валуеву.
В 2016 году Ким Со Хи приняла участие в Олимпийских играх в Рио-де-Жанейро. В предварительном раунде турнира в суперлёгкой весовой категории (до 49 кг) она достаточно уверенно одолела перуанку Хулиссу Диес Кансеко; в четвертьфинале кореянка уступала Панипак Вонгпаттанакит из Таиланда, однако за четыре секунды до конца поединка набрала спасительные три очка и вышла в следующую стадию. Полуфинальная встреча с француженкой Ясминой Азиз завершилась нулевой ничьей, а в дополнительное время Ким заработала клинч-поинт, благодаря которому вышла в решающий поединок Олимпиады. В финале против Тияны Богданович кореянка вела в одно очко, когда с финальной сиреной сербке удался удар в туловище. После видеопросмотра судьи не засчитали эту атаку, тем самым объявив Ким Со Хи олимпийской чемпионкой.